# Renault Nervastella
La Renault Nervastella est une automobile fabriquée par la marque française Renault entre 1929 et 1936. Il était dérivé de la Renault Reinastella et était une version plus petite de celle-ci et était un véhicule plus avancé techniquement.
En 1932, elle est commercialisée au prix de 48 000 francs.
Elle gagne le grand prix du Maroc 1930 dans la catégorie « Sport ». Elle roule pendant 12 h à une moyenne de 124 km/h sur l'autodrome de Linas-Montlhéry.

## Caractéristiques

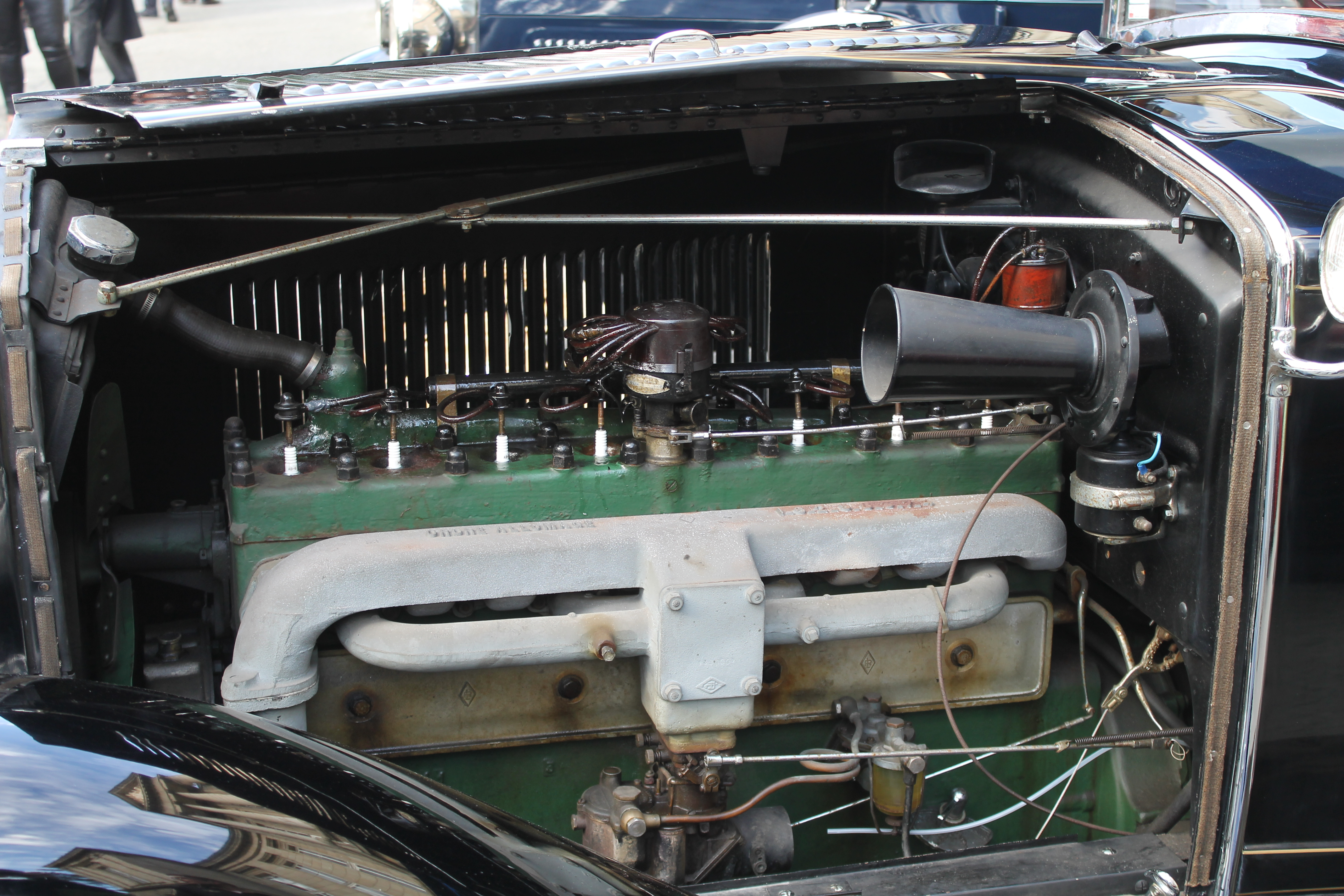
Moteur de la Nervastella Type TG 2.

## Les différentes versions

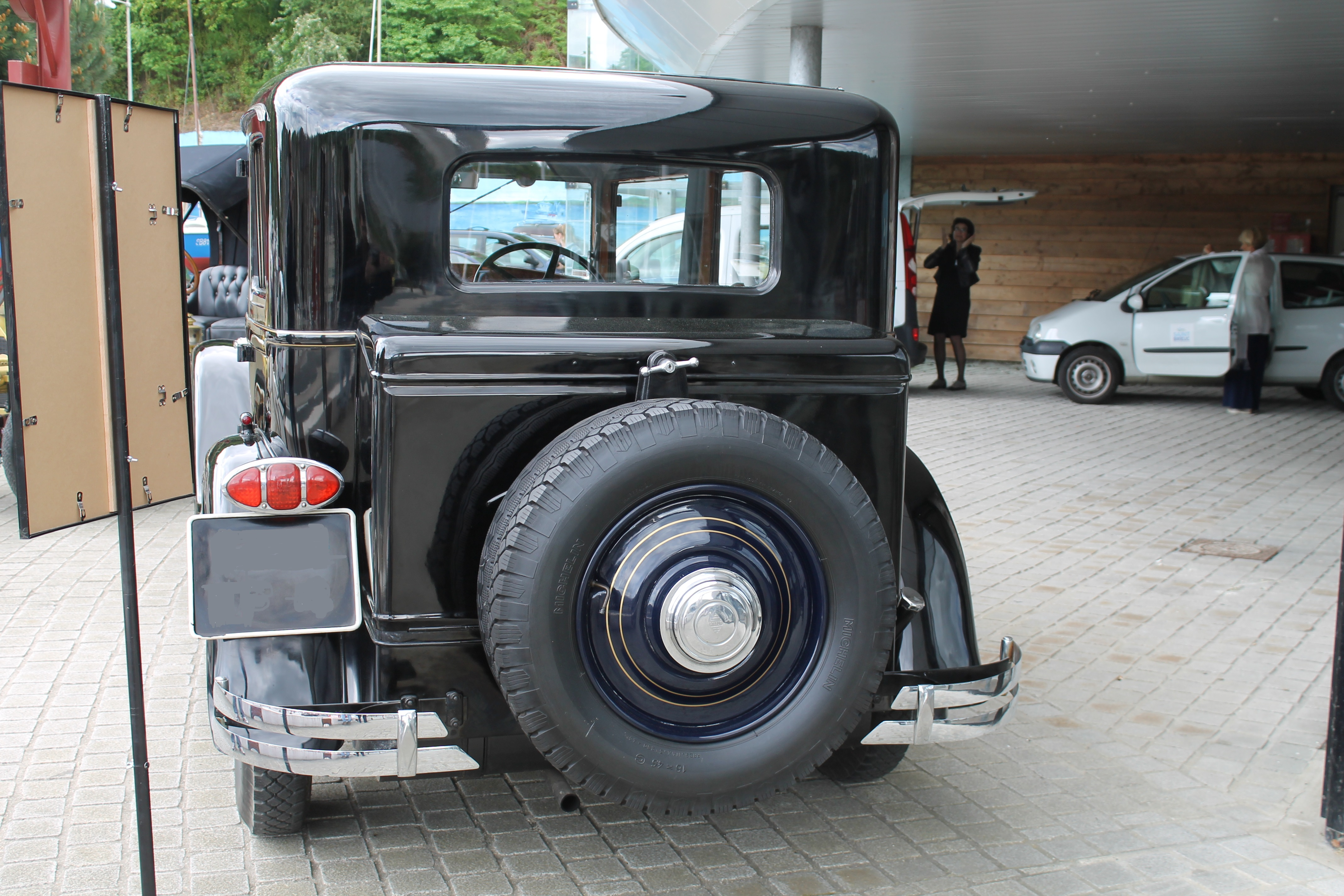
Nervastella (Type TG 2)

- Type TG (1929–1930)
- Type TG 1 (1930–1931)
- Type TG 2 (1931–1932)
- Type TG 3 (1932–1933)
- Type TG 4 (1933–1934)
- Type ZD 2 (1933–1934)
- Type ZD 4 (1934–1935)
- Type ACS 1 (1935)
- Type ACS 2 (1935–1936)
- Type ABM 4 (1935)
- Type ABM 6 (1936)

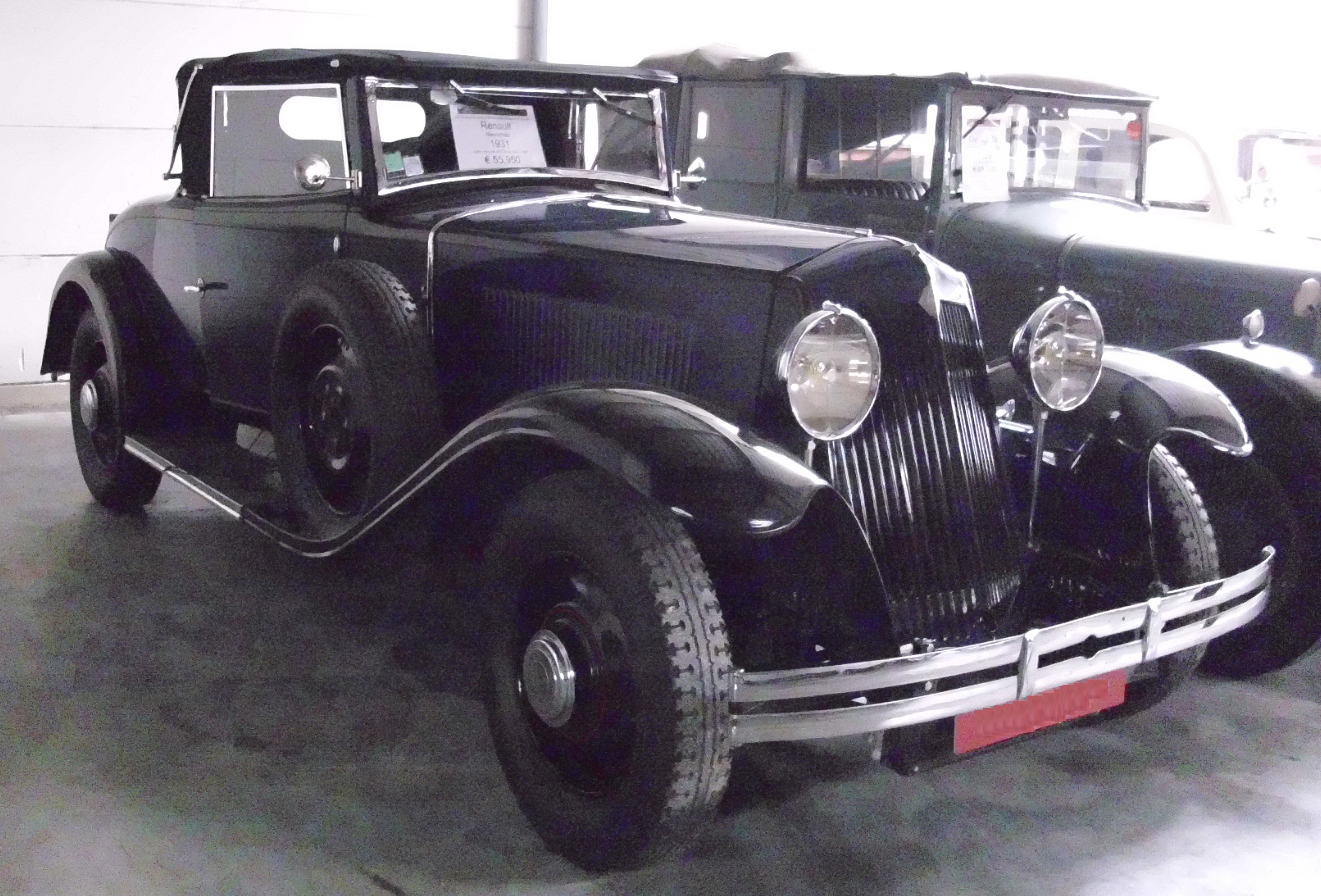
Nervastella Type TG 1 (1930-1931).
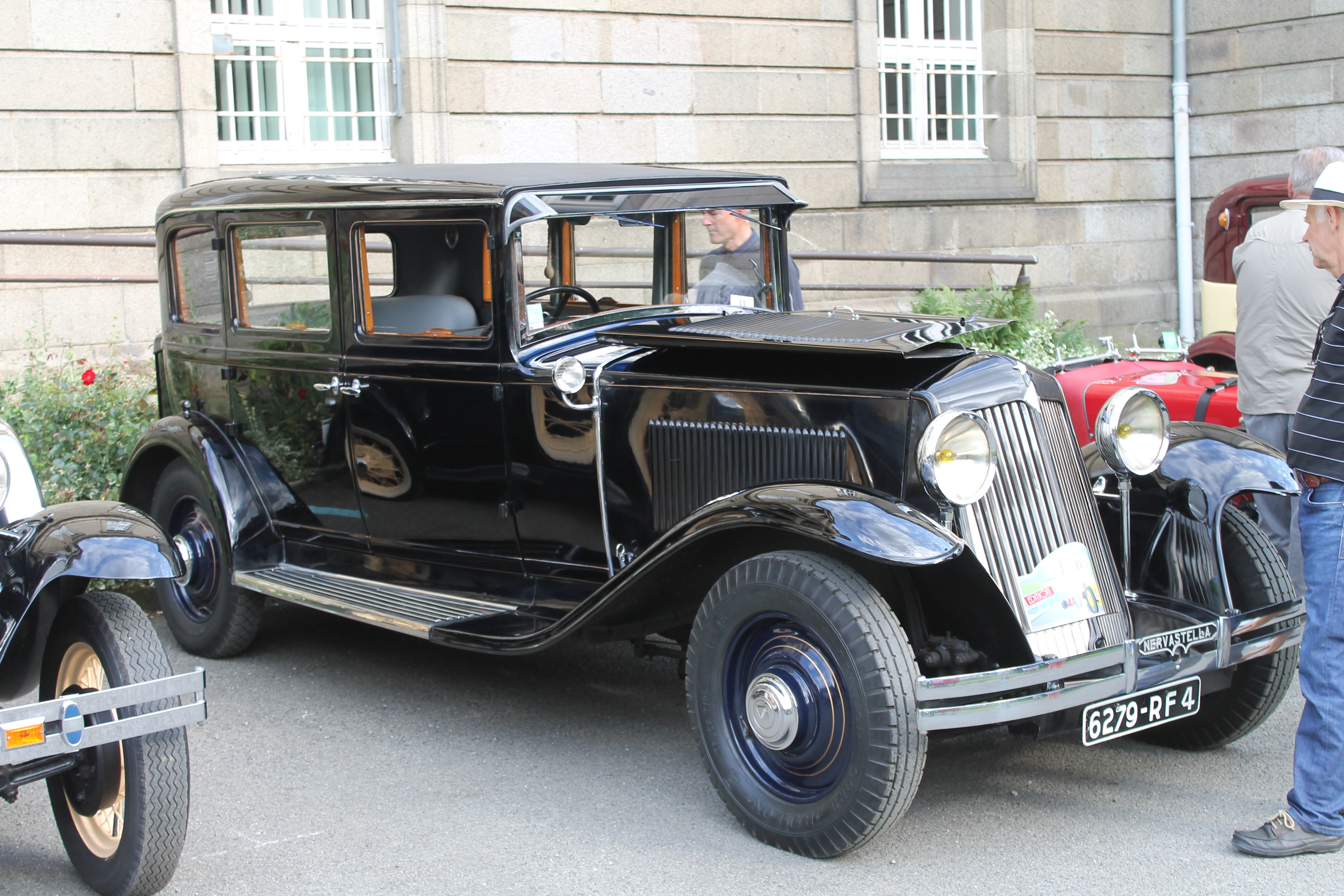
Nervastella Type TG 2 (1931-1932).
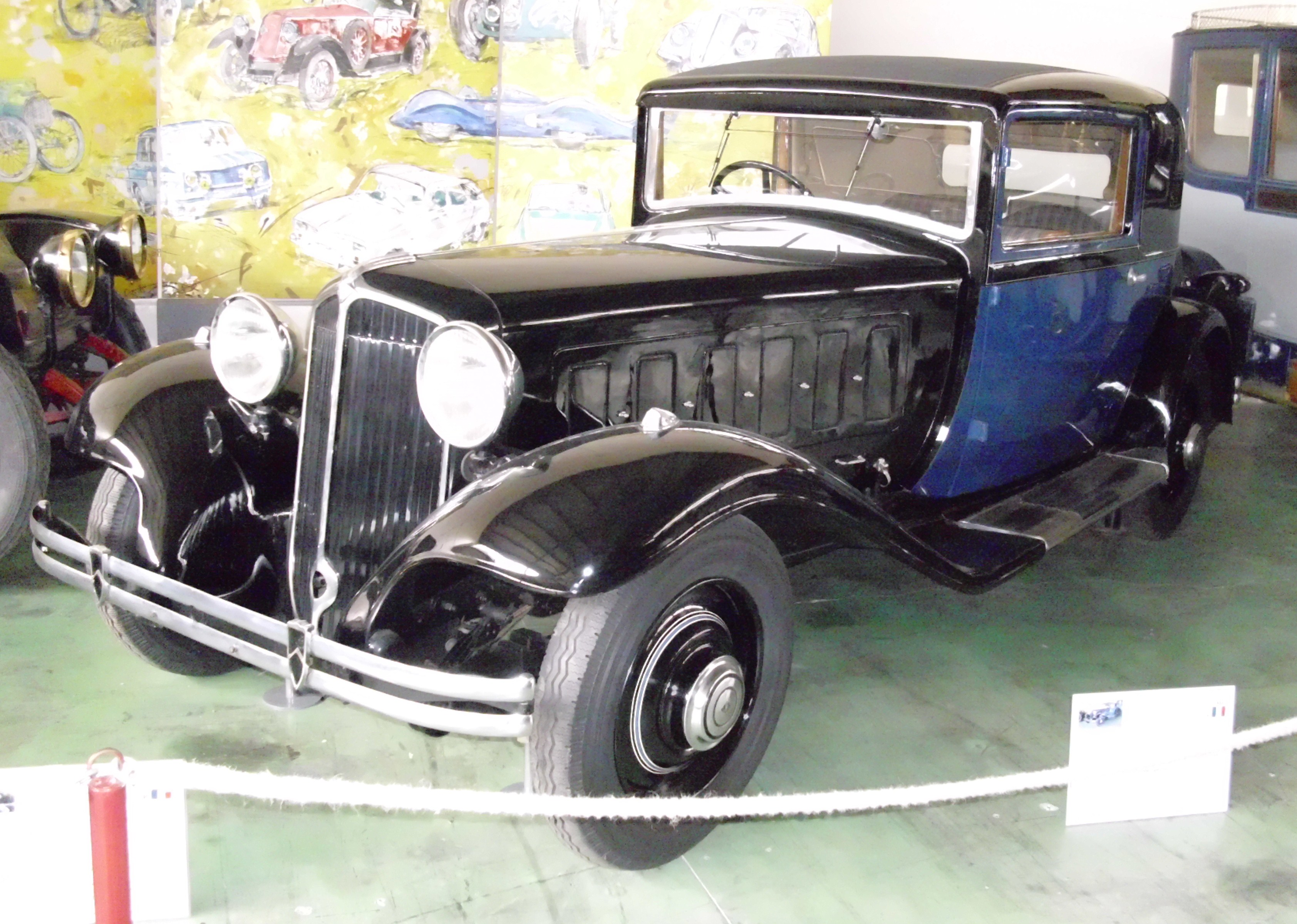
Nervastella Type TG 3 (1932-1933).
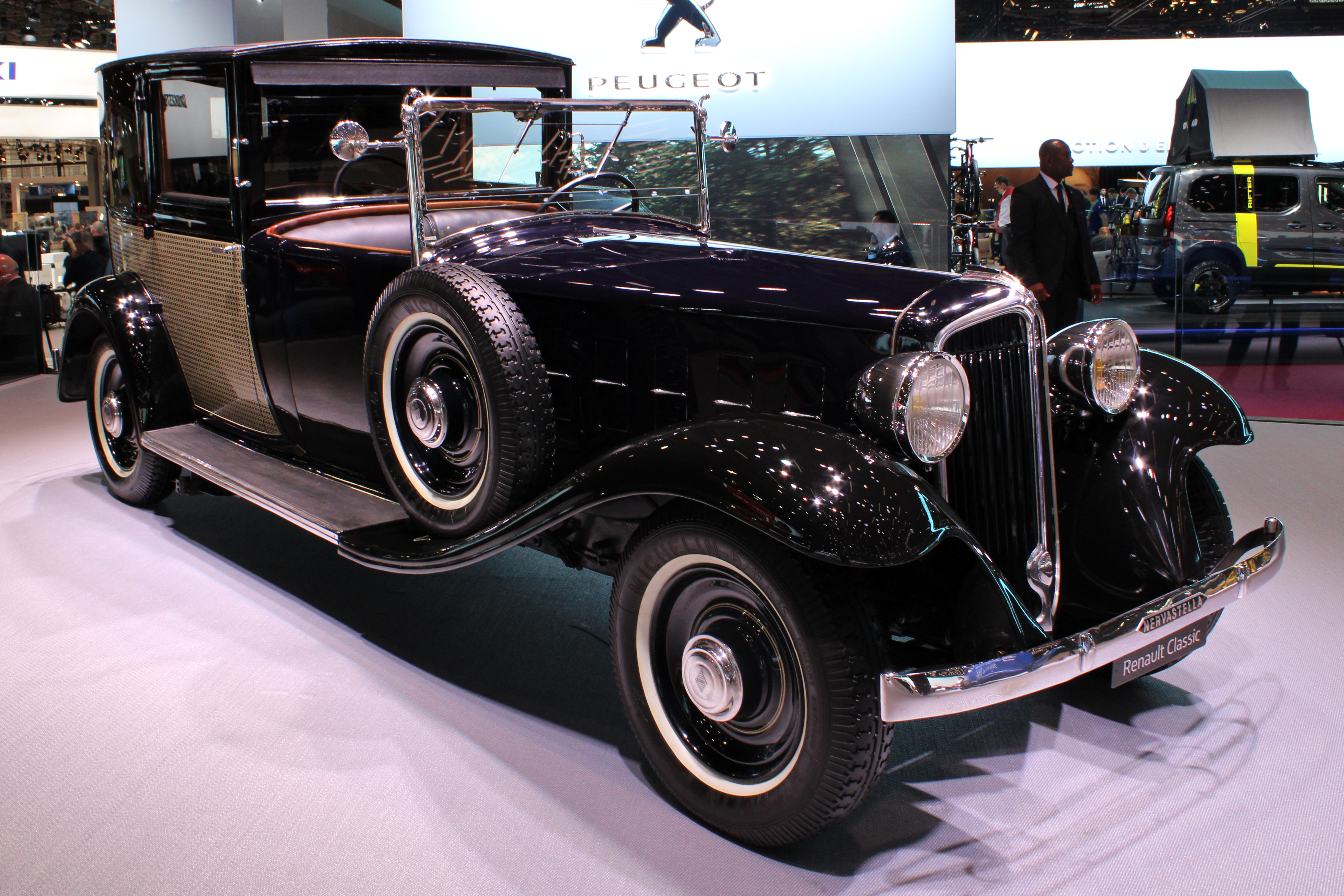
Nervastella Type TG 4 (1933-1934).